# Mostela ratllada sahariana
La mostela ratllada sahariana (Poecilictis libyca) és una espècie de mamífer de la família dels mustèlids. Viu a Algèria, el Txad, Egipte, Líbia, Mali, Mauritània, el Marroc, el Níger, Nigèria, el Sudan, Tunísia i el Sàhara Occidental. Anteriorment era classificada al gènere Ictonyx, però a principis del segle xxi fou traslladada al seu propi gènere, Poecilictis, basant-se en dades moleculars.